# Giovanni Grazzini
Giovanni Grazzini est un critique de cinéma italien né le 6 janvier 1925 et mort le 18 août 2001 à Rome. Il fut journaliste notamment au Corriere della Sera.
Il a par ailleurs obtenu le Prix Saint-Vincent du journalisme en 1957, 1969 et 1975.